# Estadio Nacional (métro de Santiago)
Pour les articles homonymes, voir Estadio Nacional.
Estadio Nacional est une station de la Ligne 6 du métro de Santiago, dans le commune de Ñuñoa.

## Histoire
La station a été inaugurée le 2 novembre 2017. Son nom doit à ce que se trouve dans le coin nord-est du Stade National Julio Martínez, principal centre sportif du pays. La station a un design spécial, différent du reste des stations, parce que ses grandes dimensions permettent de gérer de grands flux de personnes lors d'événements sportifs ou récréatifs qui ont lieu dans le stade.